# Leo Nardus
Leo Nardus, eigenlijk Leonardus Salomon of Salomonson (Utrecht, 5 mei 1868 – Tunesië, juni 1955) was een Nederlandse (expressionistische) kunstschilder, kunsthandelaar, collectioneur en geldschieter van Joodse afkomst. Bij Koninklijk Besluit van 20-2-1911, nr. 91, werd hem (en zijn nageslacht) toestemming verleend zijn geslachtsnaam te veranderen in Nardus. Hij nam in 1912 als debutant deel aan de Olympische Spelen te Stockholm voor het degenteam. Ook was hij een verdienstelijk amateur in de schaaksport. Er bestaat enige onduidelijk over zijn sterfdatum. De misvatting dat hij al in 1930 overleden zou zijn, is te wijten aan het feit dat hij de laatste vijfentwintig jaar van zijn leven een teruggetrokken bestaan leidde.

## Biografie
Hij werd geboren als de zoon van Manus Salomon, een antiekhandelaar, en Catharina Alida Berlijn.
Nardus studeerde aan de Amsterdamse Rijksacademie voor Beeldende Kunsten. Zijn oeuvre bestaat voornamelijk uit portretten en genrestukken. Zijn eerste persoonlijke tentoonstelling vond plaats in Galerie Rosenberg te Parijs in mei 1913. Op 23 januari 1917 werden schilderijen en tekeningen van Nardus geveild ten bate van het Rode Kruis in Frankrijk en België. De veilingcatalogus maakt melding van Nardus' eerste leermeester Sybrand Altmann (1822-1890), die professor was aan de Rijksacademie en kopieën schilderde naar Hollandse meesters uit de Gouden Eeuw. Een werk dat een goede impressie geeft van Nardus' schilderkunstige kwaliteiten is het expressionistische portret van de Spaanse violist Costa.
Na zijn opleiding verbleef hij enige tijd in Parijs. In 1889 ondernam hij een korte expeditie naar Argentinië om daar goud te vinden, hetgeen op een mislukking uitliep. Met meer succes was hij actief als kunsthandelaar in de Verenigde Staten vanaf 1894. Kort na de eeuwwisseling keerde hij terug naar Parijs, waar hij vanwege zijn rijkdom bekendstond als ‘l’homme aux cinquante millions’. In juni 1904 trouwde hij te Londen (Kensington) met de dochter van een Keulse kunsthandelaar, Hélène Jeanne Marie Bourgeois (*1886), met wie hij woonde op Château d’Arnouville-les-Gonesses in de periferie van Parijs.
Als kunsthandelaar profiteerde hij van de grote vraag naar Nederlandse kunstwerken uit de Gouden Eeuw die aan het einde van de negentiende eeuw bestond bij onervaren verzamelaars in de Verenigde Staten. Hij bood hen zowel topstukken aan als schilderijen van ondermaatse kwaliteit of van tweederangs meesters, met soms gefingeerde herkomstgegevens, toegeschreven aan klinkende kunstenaarsnamen. De grootindustrieel en trolley car king Peter A.B. Widener kocht bij hem veel werken, waarvan de betere uiteindelijk terechtkwamen in het Metropolitan Museum of Art in New York. De Nederlandse kunsthistoricus Cornelis Hofstede de Groot, die Wideners collectie aan zijn kennersoog had onderworpen, schreef op 10 september 1908 een brief aan Nardus. Daarin deed De Groot op allerbeleefdste toon zijn beklag over enkele dubieuze stukken die Nardus voor veel geld aan Widener had verkocht, waaronder een valse Jacob van Ruisdael en een Cuyp dat de kunstkenner omschreef 'als een versleten en overgeschilderd schilderij van een 2e rangsmeester.' Widener was voornemens Nardus voor het gerecht te slepen, blijkens een brief aan hem van 5 oktober 1908, waarin hij schreef:

I had hoped that you would save yourself from the very serious consequences that threaten by voluntarily endeavoring to do all in your power to make good the outrage you have perpetrated on me. (...) I do not intend that you shall carry away and continue to enjoy the money that you have obtained from me under gross false pretenses. (...) After charging what would be excessive prices for genuine pictures, you supplied me with false ones. Some of the pictures which I obtained from you were exchanged with dealers in Europe, who have condemned the same in the most unreserved manner and have offered to sell back to me the pictures at one twentieth of what I paid for them. All these pictures were falsely attributed. A few were old pictures, wrongly labeled. Many of them were modern imitations.

De Groot daarentegen beschuldigde Nardus nergens van, maar verzocht hem desalniettemin zijn vergissingen – 'niet met opzet begaan ... doch uit mindere kennis van zaken' – recht te zetten en Widener schadeloos te stellen. Nardus antwoord, geschreven op 24 december 1908, was kort en ontwijkend: '... Ik zeg U ... met overtuiging dat Uw opinie omtrent die schilderijen mij verbaast.' Na inmenging van Wideners vriend en mede-gedupeerde John G. Johnson kwamen beide partijen overeen dat Nardus 12 van Wideners schilderijen terugnam – die als modern waren aangemerkt – en deze zou vervangen door evenveel schilderijen van betere kwaliteit. Daaronder bevonden zich twee navolgers van Rembrandt.
Nardus werd bij zijn verkooppraktijken vaak geassisteerd door de Belg Michel van Gelder die ook bemiddelde bij het conflict met Widener. Zeker tot 1908 zou Nardus als kunsthandelaar actief blijven in de Verenigde Staten. Van zijn opbrengsten betrok hij een klein kasteeltje in Suresnes bij Parijs, dat hij later ‘Léa-Flory’ noemde, naar zijn twee dochters die in 1905 en 1908 werden geboren. Na de scheiding met zijn vrouw vertrouwde hij de opvoeding van zijn dochters toe aan een gouvernante uit Bordeaux, genaamd Marie Gendraud.
Volgens Esmée Quodbach en Jonathan Lopez zou Nardus betrokken zijn geweest bij de vervalsing van enkele oude meesters die rond de eeuwwisseling op de kunstmarkt in Amerika (en Europa?) opdoken. Mogelijk had hij hier (letterlijk) zelf de hand in, aangezien hij als academisch geschoolde kunstschilder genoeg kennis bezat van oude schildertechnieken. Of Nardus nu zelf als vervalser actief is geweest of niet, het blijft verdacht dat hij en Van Gelder een vermaarde kunstvervalser in dienst namen als hun vaste restaurator. De vervalser in kwestie, Theo van Wijngaarden – die ook geportretteerd werd door Nardus – was een leermeester van de beruchte meestervervalser Han van Meegeren.
Hoewel het er alle schijn van heeft dat Nardus zichzelf zonder scrupules verrijkte, bleek hij ook bijzonder genereus. Zo schonk hij in 1907 een (vermeende) Rembrandt, Man met Gouden Ketting, aan het Stedelijk Museum De Lakenhal in Leiden. Ook het Louvre en de Koninklijke Musea voor Schone Kunsten van België te Brussel maakten dankbaar gebruik van Nardus’ vrijgevigheid. Werken uit zijn privécollectie in Suresnes werden verkocht door veilinghuis Frederik Muller & Co. te Amsterdam op 5 juni 1917 en op een veiling in Hôtel Drouot te Parijs, op 9 februari 1953, dus twee jaar vóór zijn dood.
Nardus’ generositeit bleek ook uit de gedrevenheid waarmee hij zich inzette voor (aankomende) talenten in de schaakwereld. Zijn belangrijkste protegés in de schaaksport waren de Pools-Franse David Janowski en de Amerikaan Frank James Marshall. De amateur Nardus versloeg de grootmeester Marshall in een beroemde partij te Le Touquet-Paris-Plage in augustus 1910. Ongeveer drie jaar later droeg Marshall zijn boek Modern Analysis of the Chess Openings op aan zijn vriend en mecenas met de volgende woorden: ‘Friendship. / I dedicate this work / to / My dear Friend / Leo Nardus / The Dutch Artist of Suresnes, S, France, / Whose name is so well known in Chess, / a strong amateur, enthousiast [sic] and real lover of our noble pastime.’ Aan Nardus’ steun aan Janowski kwam abrupt een einde in 1915, toen de laatste zijn geldschieter een idioot noemde omdat Nardus een weinig slimme zet voorstelde bij een postmortem analyse.
Nardus had een korte periode een huis in Blaricum, maar was vaak op reis door Zuid-Europa en Noord-Afrika. Hij bracht een jaar door in Barcelona, bezocht in 1900 en 1904 Egypte en in 1913, 1914 en 1915 Algerije, maar zijn favoriete land van bestemming was Tunesië, waar hij van 1899 tot 1900 en in 1912 en 1913 verbleef. In 1921 verhuisde hij definitief naar Tunesië waar hij een "roze paleis" had laten bouwen in La Marsa, een kuststadje dat een twintigtal kilometer van Tunis verwijderd ligt. Maria Gendraud en zijn dochters trokken bij hem in. Om gerechtelijke problemen met zijn vrouw te voorkomen vertrouwde hij 156 schilderijen toe aan zijn toenmalige compagnon Arnold van Buuren. Na de arrestatie van Van Buuren door de Nazi's in 1941 werd een groot deel van Nardus' kunstverzameling door de Duitse bezetters geconfisqueerd. In 1951 zag Nardus zich genoodzaakt zijn huis in La Marsa te verkopen. De aan lager wal geraakte Nardus overleed in juni 1955 op zevenentachtigjarige leeftijd in Tunesië.